# Церковь Преображения Господня (Каяани)
Церковь Преображения Господня (фин. Kajaanin Kristuksen kirkastumisen kirkko) — православный храм Оулуской митрополии Финляндской православной церкви, расположенный в городе Каяани.

## История
Православный храм во имя Преображения Господня был построен в Каяани в 1959 году по проекту архитектора Илмари Ахонена. Внутреннее убранство церкви было выполнено в стиле византийской храмовой традиции, фрески покрывают стены от пола до купола. Над росписью церкви более 17 лет, с 1987 по 2005 годы, работали наиболее известный в Финляндии иконописец Петрос Сасаки и киприот Алкивиад Кеполис (Alkiviadis Kepolas). Эту церковь иногда называют «Византийской жемчужиной» и считают одной из самых красивых в Финляндии.
Приход храма является единственным в провинции Кайнуу и составляет отдельный приход-благочиние Каяани Оулуской митрополии. Викарным епископом благочиния и, одновременно, настоятелем храма является Юрки Пенттонен.
По состоянию на 2009 год православная община в Каяани насчитывала порядка 1850 членов. По состоянию на 2017 год численность православной общины снизилась до 1576 человек. Это связано с постепенным переселением русскоязычного населения страны на юг Финляндии.